# Tomasz Kornacki
Tomasz Kornacki (ur. 9 marca 1972 w Bydgoszczy) – polski żużlowiec.
Sport żużlowcy uprawiał w latach 1988–1996 w barwach klubów: Polonia Bydgoszcz (1988–1993), GKM Grudziądz (1994–1995) oraz Iskra Ostrów Wielkopolski (1996).
Trzykrotny medalista drużynowych mistrzostw Polski: złoty (1992), srebrny (1993) oraz brązowy (1990). Trzykrotny medalista młodzieżowych drużynowych mistrzostw Polski: złoty (Rzeszów 1989) oraz dwukrotnie srebrny (Bydgoszcz 1988, Bydgoszcz 1992). Dwukrotny finalista młodzieżowych indywidualnych mistrzostw Polski (Toruń 1991 – jako rezerwowy, Tarnów 1992 – XII miejsce). Finalista młodzieżowych mistrzostw Polski par klubowych (Gorzów Wielkopolski 1991 – IV miejsce). Dwukrotny finalista turniejów o "Brązowy Kask" (Tarnów 1990 – V miejsce, 1991 – III miejsce).